# Krusensterniella multispinosa
Krusensterniella multispinosa es una especie de pez de la familia de los Zoarcidae en el orden de los perciformes.

## Morfología
- Los machos pueden llegar a alcanzar los 12,5 cm de longitud total.[1][2]

## Hábitat
Es un pez de mar , de clima templado y demersal que vive entre los 53-386 m de profundidad.

## Distribución geográfica
Se encuentra en el Mar de Ojotsk: desde la Isla Iona hasta el sureste de Sajalín.

## Observaciones
Es inofensivo para los humanos. 